# HEC Paris in Qatar
Die HEC Paris in Qatar ist ein verlegter Campus der École des hautes études commerciales de Paris in Doha, der Hauptstadt Katars.

## Anfänge
HEC Qatar ist das Ergebnis einer Vereinbarung zwischen HEC Paris, einer führenden französischen Business School, und der Qatar Foundation, einer gemeinnützigen Organisation, die 1995 vom Emir von Katar, Scheich Hamad bin Khalifa Al Thani, und seiner Frau, der Scheicha Musa bint Nasser al-Missned gegründet wurde.

## Schulungen
HEC Qatar bietet vier Arten von Programmen an.

### „International Executive MBA“ Programm
Das an der HEC Katar angebotene internationale „Executive MBA“-Programm (oder „EMBA“) ist ein Intensivkurs mit einer Dauer von 13 bis 16 Monaten und richtet sich an Führungskräfte, die bereits über umfangreiche Berufserfahrung in ihrem Bereich verfügen.
Alle Kandidaten wählen bei der Aufnahme in das Programm ein „Hauptfach“ (Spezialisierungsfach), um speziellere und gezieltere Fähigkeiten zu entwickeln. Sie sind auch eingeladen, alleine oder im Team ein praktisches Berufsprojekt (z. B. ein Unternehmensübernahmeprojekt) auf die Beine zu stellen.
Studierende der HEC Katar haben die Möglichkeit, bestimmte Teile des Programms auf dem Campus der HEC Paris zu absolvieren.
EMBA-Kurse an der HEC Katar werden von internationalen Lehrern ausschließlich auf Englisch unterrichtet.

### Mastère spécialisé
HEC Qatar bietet außerdem ein 18-monatiges Teilzeit-Mastère Spécialisé-Programm in strategischer Unternehmensführung an. Kandidaten für diesen Abschluss absolvieren vierzehn Kursmodule und schreiben eine Abschlussarbeit zu einem Thema, das mit ihrer vergangenen oder aktuellen Berufserfahrung oder ihren zukünftigen Ambitionen in Zusammenhang steht.

### Offene Programme
HEC Qatar bietet kurzfristige Intensivschulungsprogramme für aktive Führungskräfte an, die sich schnell Kenntnisse in einem bestimmten Bereich aneignen möchten. Alle Kurse werden auf Englisch unterrichtet.
Diese Programme dauern zwischen zwei Tagen und einem Monat und konzentrieren sich auf Themen wie „Unternehmensführung in Krisenzeiten“ und „Verhandlungsstrategien“.

### Maßgeschneiderte Programme
HEC Qatar bietet Unternehmen die Möglichkeit, maßgeschneiderte Programme zu entwickeln, die darauf abzielen, die Fähigkeiten ihrer Manager entsprechend den spezifischen Bedürfnissen jedes Unternehmens zu verbessern.

## Campus
Die Räumlichkeiten der HEC Qatar befinden sich im sogenannten „Tornado Tower“ im Herzen des Finanzzentrums „West Bay“ der Stadt Doha.

## Studentenschaft
Die Studentenschaft der HEC Qatar besteht überwiegend aus Führungskräften und Managern mit mehrjähriger Berufserfahrung. Vor ihrem Eintritt in die Schule bekleideten die meisten Teilnehmer verantwortungsvolle Positionen in großen Unternehmen im Nahen Osten.